# 克拉码头
克拉码头（英語：Clarke Quay）是指新加坡一个古老的码头以及码头边的步行街，位于新加坡河北岸，牛車水以北。以第二任海峡殖民地总督克拉克（Sir Andrew Clarke）命名。今日，旧仓库已改建为餐馆及夜总会。

## 歷史
自十九世紀以來，新加坡一直是東南亞貿易樞紐，因此其時殖民地政府於現址建造碼頭，並設置倉庫。然而因使用日久，除不敷應用外，還令新加坡河污染嚴重。至新加坡獨立後，碼頭搬往別處，並於1977年清理新加坡河，同時把舊有倉庫改造。

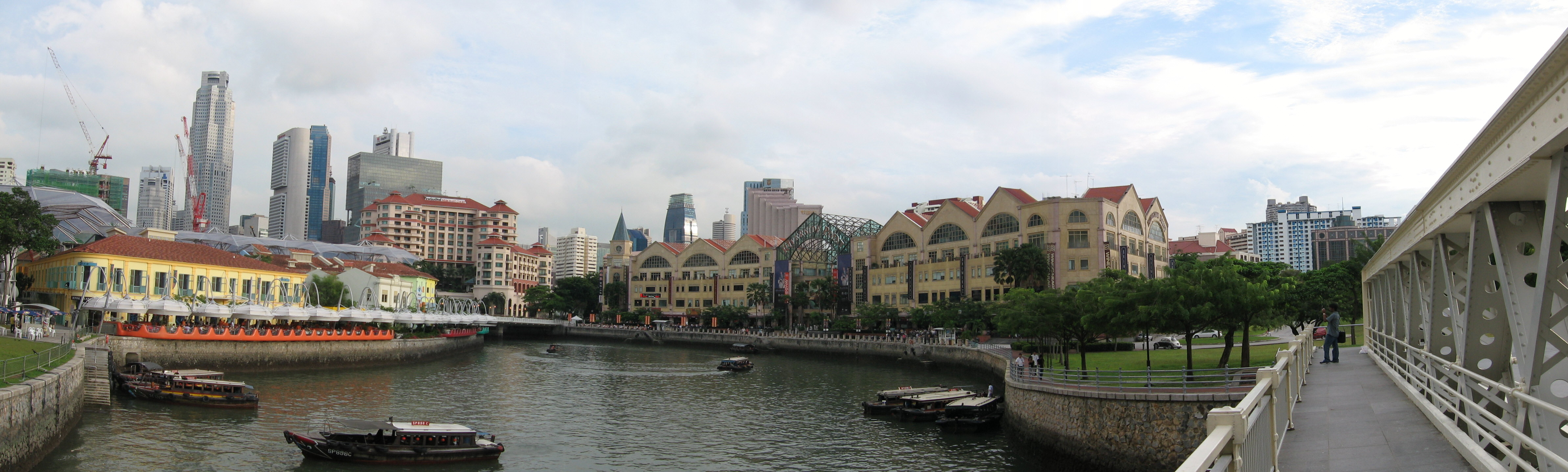